# Delice
Delice es un distrito de la provincia de Kırıkkale en la región de Anatolia Central de Turquía . En el censo turco de 2000, la población del distrito era de 31.042 habitantes, de los cuales 10.512 vivían en la ciudad de Delice. La población de Delice es 8.391, a partir de 2021. Esta población consta de 4.268 hombres y 4.123 mujeres.